# 278 (numero)
Duecentosettantotto (278) è il numero naturale dopo il 277 e prima del 279.

## Proprietà matematiche
- È un numero pari.
- È un numero composto con i seguenti divisori: 1, 2, 139, 278. Poiché la somma dei suoi divisori (escluso il numero stesso) è 142 < 278, è un numero difettivo.
- È un numero semiprimo.
- È un numero nontotiente.
- È parte della terna pitagorica (278, 19320, 19322).
- È un numero palindromo nel sistema di numerazione posizionale a base 7 (545).
- È un numero congruente.

## Astronomia
- 278P/McNaught è una cometa periodica del sistema solare.
- 278 Paulina è un asteroide della fascia principale del sistema solare.

## Astronautica
- Cosmos 278 è un satellite artificiale russo.